# Agord, la bruja
«Agord, la bruja», es una 
canción del grupo musical de heavy metal argentino Rata Blanca. Está escrita en referencia a la drogadicción aunque sin hacer referencias directas. El nombre "Agord" de hecho es "Droga" escrito al revés.
Es la última canción de la reproducción entendida El libro oculto (1993) y sin embargo el que tuvo más repercusión.
Después de este álbum el integrante Adrián Barilari dejó la banda según él por un agotamiento que sentía, también se dice que no compartía el gusto más pesado al que Walter Giardino quería llevar la banda como lo hizo en el álbum de estudio Entre el cielo y el infierno (1994).

## Curiosidad
- La canción originalmente se llamaba «Agord, la bruja (Alguien que puede destruirte)».

## Miembros
- Adrián Barilari (11/11/1959 - presente) - Cantante.
- Walter Giardino (6/3/1960 - presente) - Guitarrista líder.
- Gustavo Rowek (19/3/1963 - presente) - Batería.
- Sergio Berdichevsky (27/10/1964 - presente) - Guitarrista rítmico.
- Hugo Bistolfi (21/12/1964 - presente) - Tecladista.
- Guillermo Sánchez (22/12/1964 - 27/5/2017) - Bajista.